# Dieter Reinken

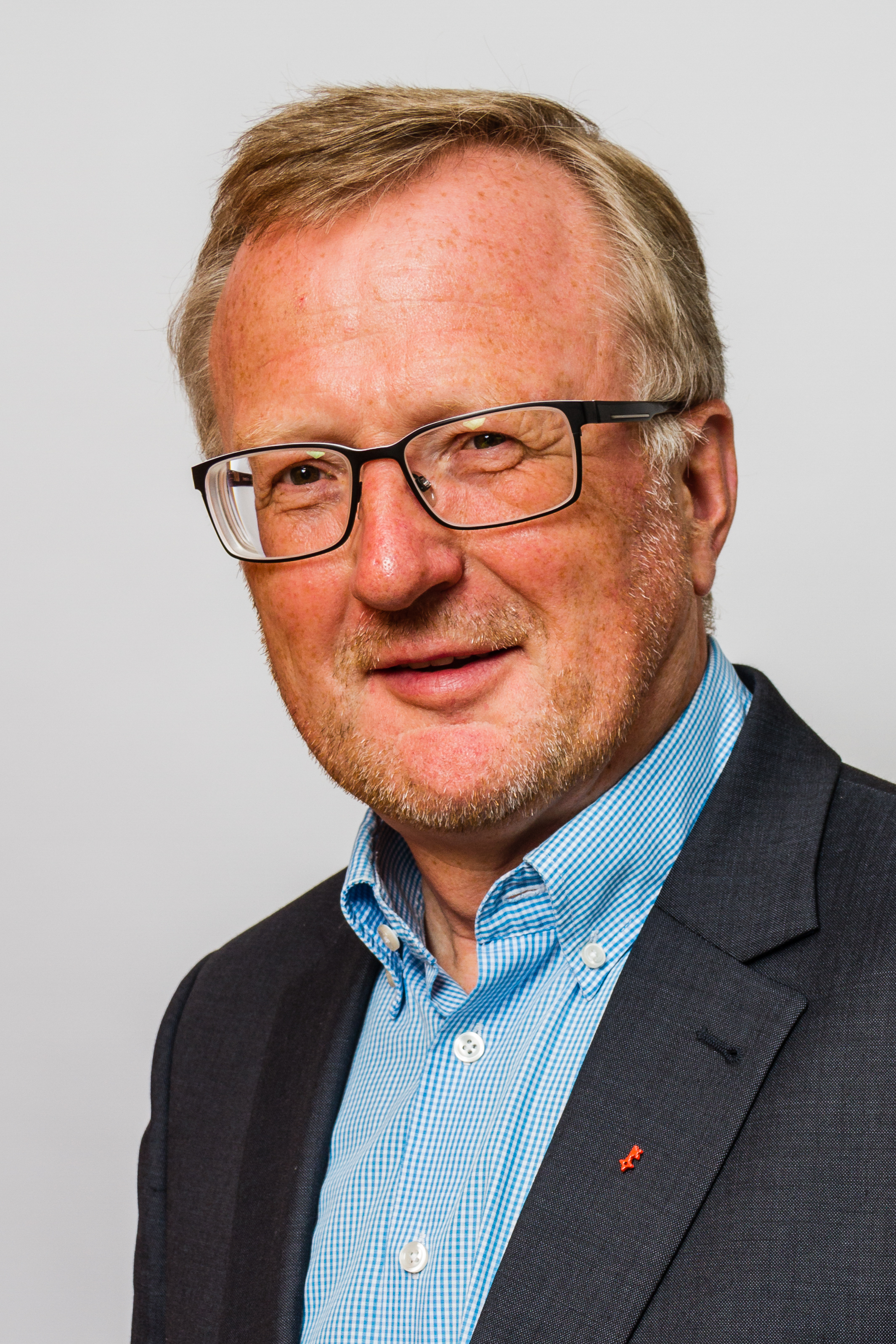
Dieter Reinken

Dieter Reinken, auch Fritz-Dieter Reinken,  (* 27. Oktober 1952 in Rastede) ist ein deutscher Gewerkschafter, Bremer Landespolitiker (SPD) und war Mitglied der Bremischen Bürgerschaft von 2011 bis 2019.

## Biografie

### Familie, Ausbildung und Beruf
Reinken besuchte seit 1959 eine Grundschule in Bremen und schloss 1968 mit der Mittleren Reife die Schule an der Pestalozzistraße in Bremen ab. Von 1968 bis 1971 absolvierte er eine Ausbildung zum Kaufmann im Reederei- und Schiffsmaklergewerbe in Bremen. Er war dann bis April 1972 Angestellter in einem Ausbildungsbetrieb. Nach dem Wehrdienst bis zum Juni 1973 war er vom September 1973 bis zum Februar 1990 bei den Klöckner-Werken in Bremen beschäftigt. Hier war er von 1978 bis 1990 Mitglied des Betriebsrates. 
Ab März 1990 war er bei der IG Metall in Bremen beschäftigt, zunächst als Gewerkschaftssekretär. Er war bis Juni 1991 als Interims-Geschäftsführer beim Aufbau der IG Metall in Rostock tätig. Ab März 1994 war er gewählter 2. Bevollmächtigter und ab Januar 2001 gewählter 1. Bevollmächtigter (Geschäftsführer) der IG Metall in Bremen. Im November 2012 trat er in die Freistellungsphase der Altersteilzeit ein.
Reinken ist verheiratet, hat zwei Kinder und wohnt in Bremen-Findorff.

### Politik
Reinken ist seit 1995 Mitglied der SPD. Er war von 2014 bis 2016 Landesvorsitzender der SPD Bremen als Nachfolger von Andreas Bovenschulte.
Er war seit November 2009 Mitglied der Deputation für Wirtschaft in der Bürgerschaft. Er war von 2011 bis 2019 Abgeordneter der Bremischen Bürgerschaft.

Er war vertreten im
Ausschuss für Angelegenheiten der Häfen im Lande Bremen,
Haushalts- und Finanzausschuss (Land und Stadt) und im
Rechnungsprüfungsausschuss (Stadt) sowie in der
staatlichen und städtischen Deputation für Wirtschaft, Arbeit und Häfen.

Er war arbeitsmarktpolitischer Sprecher der SPD-Fraktion.

### Weitere Mitgliedschaften
- Reinken war von 1991 bis 2012 Mitglied im Aufsichtsrat der Klöckner-Werke Bremen, seit 2002 Arcelor.
- Zwischen Juni 2011 und Oktober 2011 war er Mitglied des Vorstandes der IG Metall.
- Seit 2010 ist er Mitglied im Aufsichtsrat Astrium in Deutschland.